# Hana Blochová
Hana Blochová (* 24. března 1961 Dačice) je česká historička umění a restaurátorka, hudebnice, publicistka a autorka knih. V umělecké činnosti vystupuje rovněž pod pseudonymem Rosa de Sar.

## Životopis
Vystudovala na Přírodovědecké fakultě Univerzity Karlovy v Praze obor fyzikální chemie. Ve studiu pokračovala na Matematicko-fyzikální fakultě a v roce 1984 získala doktorát přírodních věd. Na Vysoké škole chemicko-technologické v Praze absolvovala obor Chemie restaurování uměleckých děl – historické výtvarné technologie. Ve studiu dále pokračovala na Filozofické fakultě – obor Dějiny výtvarného umění, se specializací na dějiny evropského a českého středověku (v roce 1992 obdržela titul magistr). Obor Výtvarná kritika se zaměřením na českou moderní malbu pak studovala postgraduálně na Filosofické fakultě UJEP v Brně (nyní Masarykova univerzita Brno).
Hana Blochová získala historickou a uměleckou praxi v oboru technologie restaurování obrazů, dějin umění, znalectví a průzkumu památek. V letech 1984–1987 pracovala v Alšově jihočeské galerii v Hluboké nad Vltavou jako kurátorka sbírky moderního českého umění a sochařství 20. století. V letech 1987–1990 pracovala jako restaurátorka ve Státních restaurátorských ateliérech a podílela se na vědeckých výzkumech, mimo jiné i na hradě Karlštejn. Do roku 2006 pak působila ve společnosti ARTECO-B. M. v Českém Krumlově.
Mezi oblasti jejího zájmu patří zejména hudba, dále středověká filosofie, mystika a alchymie.
V roce 2017 obdržela spolu s Jaroslavem Růžičkou od Českého klubu skeptiků Sisyfos stříbrný bludný balvan za "rozvoj alternativní archeologie s přesahem do dalších vědních disciplín".

## Hudební a dokumentaristická činnost
Zpěv studovala u profesorky Inge Švandové-Koutecké a u Marie Hřebíčkové-Kozákové a interpretaci středověké hudby a zpěvu na kurzu u Rebecca Stewart (Velká Británie). V 90. letech založila soubor Kvinterna, zaměřený na středověkou, etnickou, lidovou a alternativní hudbu. Sólově nebo s Kvinternou vystupovala na koncertech v ČR i v zahraničí. Zpívá a hraje na varhany, psaltérium (česky žaltář), gotickou harfu a příčnou flétnu.
Natočila celkem deset CD (např. Krajina želobudná, Flos florum). Skládala a nahrávala hudbu k několika filmům, TV dokumentům a divadlu. Autorsky vytvořila scénář pro film o alchymii v Čechách (2009) a autorsky spolupracovala na vytvoření dokumentárních filmů pro ČT, např. Světci a svědci (2009) o hudebním díle abatyše Hildegardy von Bingen. Podílela se též na dokumentu Karel IV. z Boží milosti král (2012).

## Publikace
- Marie z Magdaly a ženy v životě Ježíše (2007)
- Mesiáš (2010)
- Pyramidy, obři a zaniklé vyspělé civilizace u nás (2011) - spoluautor Jaroslav Růžička
- Magisterium Karlštejna (2017)
- Strážkyně paměti (2023)